# Chokwe (folk)
Chokwe, även kallade tchokwe, kioko, bajokwe, chibokwe, kibokwe, ciokwe, cokwe eller badjok, är ett bantufolk i Centralafrika och Södra Afrika. De finns främst i Angola, sydvästra delar av Kongo-Kinshasa och nordvästra delarna av Zambia.
Chokwe är kända för sitt hantverk och sina skulpturer och många föremål förvaltas av museer utomlands.